# Ariosoma shiroanago
Ariosoma shiroanago är en fiskart som först beskrevs av Asano, 1958.  Ariosoma shiroanago ingår i släktet Ariosoma och familjen havsålar. Inga underarter finns listade i Catalogue of Life.